# Międzynarodowe Stowarzyszenie Służb Oznakowania Nawigacyjnego
Międzynarodowe Stowarzyszenie Służb Oznakowania Nawigacyjnego (ang. International Association of Lighthouse Authorities skrót IALA, pełna nazwa International Association of Marine Aids to Navigation and Lighthouse Authorities) – powstała w 1957 międzynarodowa organizacja skupiająca narodowe organizacje odpowiedzialne za oznakowanie nawigacyjne, producentów, dystrybutorów lub konsultantów w dziedzinie pomocy nawigacyjnych, których zarekomendują władze danego kraju. Istnieją również członkowie stowarzyszeni, którymi mogą być porty, organizacje naukowe lub inne których działalność ma związek z pomocami nawigacyjnymi. Siedziba organizacji znajduje się w Saint-Germain-en-Laye we Francji.
Największym osiągnięciem IALA było wprowadzenie w 1976 niemal jednolitego międzynarodowego systemu nawigacyjnego oznakowania morskiego, który zyskuje sobie również coraz większą popularność na wodach śródlądowych.
Polskim członkiem IALA jest Urząd Morski w Gdyni oraz Instytut Łączności.